# Rinnō-ji
Le Rinnō-ji (輪王寺, Rinnōji) est un temple bouddhiste (寺, tera) de la ville de Nikkō dans la préfecture de Tochigi. Il se situe dans le parc national de Nikkō au pied du mont Nantai.
Le site est composé d'un ensemble de 15 bâtiments et accueille le mausolée du shogun Iemitsu Tokugawa.

## Histoire
La construction du temple a été commencée en 766 par le moine bouddhiste Shōdō Shōnin. Depuis le temple a été régulièrement agrandi, notamment au début de l'ère Edo. En 1653, le mausolée du shogun Iemitsu Tokugawa y a été construit.
En 1999, il fut inscrit au patrimoine mondial de l'humanité en tant que partie des sanctuaires et temples de Nikkō.

## Les différentes parties
Le site est composé de 15 temples et aussi d'un onsen. Au total 37 édifices sont classés comme « Biens culturels importants ».

### Hondō
Le Hondō (本堂), construit en 1646, abrite les fameux trois Bouddhas du temple, d'où son surnom de Sanbutsudō (三仏堂, lit. « hall des trois Bouddhas «). En face de l'entrée de ce bâtiment se trouve un jardin paysager : le Shōyō-en.

### Jogyodō et Hokkedō
Le Jogyodō (常行堂) et le Hokkedō (法華堂), connectés par un couloir, sont des bâtiments de style respectivement japonais et chinois, datant de l'époque Heian mais reconstruits en 1649.

### Sanjunotō
Le Sanjunotō (三重塔), construit une première fois en 808, fut détruit par les flammes en 1684 et reconstruit en 1685.

### Kaizandō
En 1720, le Kaizandō (開山堂) fut construit. Il s'agit d'un bâtiment rendant hommage à Shōdō Shōnin le fondateur du temple.